# Тойво Лоукола
Тойво Аарне Лоукола (фін. Toivo Aarne Loukola; нар. 2 жовтня 1902 — пом. 10 січня 1984) — фінський легкоатлет, який спеціалізувався в бігу на середні та довгі дистанції, а також у стипль-чезі.

## Із життєпису
Олімпійський чемпіон-1928 з бігу на 3000 метрів з перешкодами.
На Іграх-1920 також був сьомим у бігу на 10000 метрів.
11-разовий чемпіон Фінляндії у різних бігових дисциплінах.
Поза спортивним життям працював поліцейським.

## Основні міжнародні виступи
| Рік  | Змагання         | Місто      | Місце            | Дисципліна | Примітки |
| ---- | ---------------- | ---------- | ---------------- | ---------- | -------- |
| 1928 | Олімпійські ігри | Амстердам  | 7                | 10000 м    |          |
| 1928 | 1                | 3000 м з/п | Відео на YouTube |            |          |